# Piletocera analytodes
Piletocera analytodes là một loài bướm đêm trong họ Crambidae.